# Charles Lamont
Charles Lamont (San Pietroburgo, 5 maggio 1895 – Los Angeles, 12 settembre 1993) è stato un regista statunitense.

## Biografia
Nato in Russia, fu regista di più di 200 film. Sposò Estelle Bradley. È stato uno dei registi di fiducia della coppia comica Bud Abbott e Lou Costello, per i quali diresse nove film, e di Buster Keaton. Diresse anche Charley Chase e Shirley Temple. Morì nel 1993 a Woodland Hills, un sobborgo di Los Angeles.

## Filmografia parziale
- Built on a Bluff (1923)
- The Big Game (1923)
- Hollywood Bound (1923)
- Tourists De Luxe (1923)
- The Lucky Rube (1923)
- Hats (1924)
- The Diving Fool (1924)
- Sailing Along (1925)
- Clear the Way (1925)
- Almost a Husband (1925)
- Love Sick (1925)
- Piping Hot  (1925)
- Dog Daze (1925)
- In Deep (1925)
- Paging a Wife (1925)
- Buster Be Good  (1925)
- A Winning Pair (1925)
- Open Spaces (1926)
- My Kid  (1926)
- Bear Cats  (1926)
- Open House (1926)
- Going Crazy  (1926)
- Sea Scamps (1926)
- Helpful Al (1926)
- Wedding Yells (1927)
- Funny Face (1927)
- Roped In (1927)
- Naughty Boy (1927)
- Kid Tricks  (1927)
- Scared Silly  (1927)
- Live News (1927)
- Angel Eyes (1927)
- Hot Luck  (1928)
- Companionate Service  (1928)
- Making Whoopee  (1928)
- Chilly Days (1928)
- Kid Hayseed (1928)
- Navy Beans (1928)
- No Fare (1928)
- Follow Teacher (1928)
- The Quiet Worker (1928)
- Fire Proof (1929)
- Social Sinners (1929)
- Fake Flappers (1929)
- Sole Support  (1929)
- Top Speed (1929)
- The Crazy Nut (1929)
- Joy Tonic (1929)
- Ginger Snaps (1929)
- The Fixer - cortometraggio (1929)
- Dance with Me (1930)
- Circus Blues  (1931)
- Hot and Bothered (1931)
- All Excited  (1931)
- Fast and Furious (1931)
- Hollywood Halfbacks (1931)
- One Hundred Dollars (1931)
- Marriage Vows (1932)
- Foiled Again (1932)
- Hollywood Kids (1932)
- War Babies (1932)
- Pie Covered Wagon (1932)
- Glad Rags to Riches (1932)
- The Kid's Last Fight (1932)
- Kid in Hollywood (1932)
- Polly Tix in Washington (1932)
- Kid 'in' Africa (1933)
- Techno-Crazy (1933)
- Keyhole Katie (1933)
- A Pair of Socks (1933)
- Merrily Yours (1933)
- The Gold Ghost (1934)
- Allez Oop (1934)
- Allez Oop, co-regia di Buster Keaton (1934)
- Il fantasma d'oro (The Gold Ghost) (1934)
- Hello, Prosperity (1934)
- Pardon My Pups (1934)
- The Last Trap (1935)
- A Shot in the Dark (1935)
- Gigolette (1935)
- Restless Knights  (1935)
- Elmer una-base (1935)
- Palooka from Paducah (1935)
- One Run Elmer (1935)
- Hayseed Romance (1935)
- Tars and Stripes (1935)
- The E Flat Man (1935)
- False Pretenses (1935)
- Three on a Limb (1936)
- Grand Slam Opera (1936)
- Capitan Jim (Wallaby Jim of the Island) (1937)
- Jail Bait (1937)
- Ditto (1937)
- Love Nest on Wheels (1937)
- The Wrong Miss Wright  (1937)
- Calling All Doctors (1937)
- Shadows Over Shanghai (1938)
- Cipher Bureau (1938)
- L'accusatore segreto (International Crime) (1938)
- A Doggone Mixup (1938)
- Inside Information (1939)
- La voce nell'ombra (The Long Shot) (1939)
- Panama Patrol (1939)
- Un bimbo in pericolo (Unexpected Father) (1939)
- Sandy Is a Lady (1940)
- Give Us Wings (1940)
- Sing Another Chorus (1941)
- Moonlight in Hawaii (1941)
- Il capo famiglia (Top Man) (1943)
- Avventura in montagna (Hit the Ice) (1943)
- Ecco lo spirito (That's the Spirit) (1945)
- La vergine di Tripoli (Slave Girl) (1947)
- I milionari (Ma and Pa Kettle) (1949)
- Gianni e Pinotto nella legione straniera (Abbott and Costello in the Foreign Legion) (1950)
- Gianni e Pinotto contro l'uomo invisibile (Abbott and Costello Meet the Invisible Man) (1951)
- Comin' Round the Mountain (1951)
- Kidd il pirata (Abbott and Costello Meet Captain Kidd) (1952)
- Viaggio al pianeta Venere (Abbott and Costello Go to Mars) (1953)
- Abbott and Costello Meet the Keystone Kops (1954)
- Gianni e Pinotto contro il dr. Jekyll (Abbott and Costello Meet Dr. Jekyll and Mr. Hyde) (1955)
- Il mistero della piramide (Abbott and Costello Meet the Mummy) (1955)